# Rebirth (Wrongonyou)
Rebirth è il primo album in studio del cantante italiano Wrongonyou, pubblicato il 9 marzo 2018 sotto l'etichetta Carosello Records.

## Tracce
1. Tree
2. Prove It
3. Rebirth
4. Family Of The Year
5. Son Of Winter
6. Green River
7. Sweet Marianne
8. The Lake
9. I Don't Want to Get Down
10. Shoulders (feat. Maurizio Filardo)
11. Killer
12. Rodeo (Acoustic) - Bonus Track